# ملانصرالدین (فیلم)
ملانصرالدین (فیلم) فیلمی به کارگردانی ایرج دوستدار، علی‌محمد نوربخش و نویسندگی سبحانی ساختهٔ سال ۱۳۳۲ است.

## بازیگران
- سبحانی
- ایرج دوستدار
- کاووس دوستدار
- باقری
- عبدالله خرمی
- جواد تقدسی
- ثریا